# Campylaspis vitrea
Campylaspis vitrea är en kräftdjursart som beskrevs av William Thomas Calman 1906. Campylaspis vitrea ingår i släktet Campylaspis och familjen Nannastacidae. Inga underarter finns listade i Catalogue of Life.